# Craig Fallon

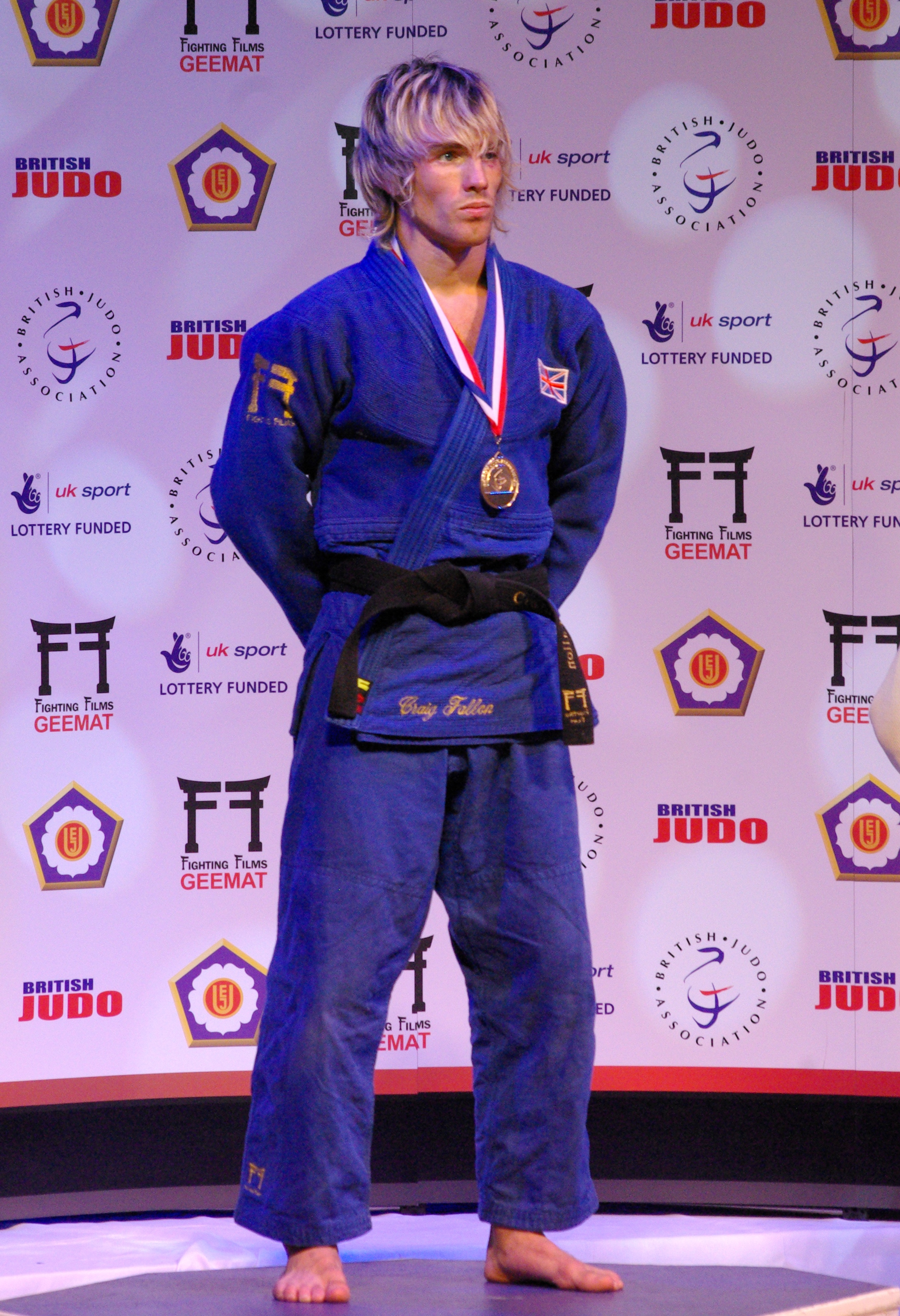
Craig Fallon (2008)

Craig Patrick Fallon (* 18. Dezember 1982 in Ipswich; † 15. Juli 2019 bei Wellington, Shropshire) war ein britischer Judoka. Er war Weltmeister 2005 und Europameister 2006.

## Sportliche Karriere
Der 1,67 m große Craig Fallon kämpfte meist im Ultraleichtgewicht, der Gewichtsklasse bis 60 Kilogramm. 2001 war er Zweiter der U20-Europameisterschaften. Sein erster großer Sieg gelang ihm bei den Commonwealth Games 2002 in Manchester. Er gewann das Finale für England gegen den Inder Akram Shah. Anfang 2003 gewann er das Tournoi de Paris. Bei den Europameisterschaften 2003 in Düsseldorf erreichte er das Finale und verlor gegen den Georgier Nestor Chergiani. Vier Monate später erreichte er bei den Weltmeisterschaften 2003 in Osaka durch einen Halbfinalsieg über den Deutschen Oliver Gussenberg das Finale und unterlag dort dem Südkoreaner Choi Min-ho.
2004 schied er bei den Olympischen Spielen in Athen im Achtelfinale gegen den Griechen Revazi Zintiridis aus. Im November 2004 siegte Fallon bei den U23-Europameisterschaften. Bei den Weltmeisterschaften 2005 in Kairo erreichte er mit einem Halbfinalsieg über den Kasachen Salamat Utarbayev das Finale und gewann den Weltmeistertitel durch einen Sieg über den Österreicher Ludwig Paischer. Im Jahr darauf gewann er bei den Europameisterschaften 2006 in Tampere im Halbfinale gegen Nestor Chergiani und im Finale gegen den Armenier Armen Nasarjan. Danach nahm Fallon erst bei den Europameisterschaften 2008 in Lissabon wieder an einer internationalen Meisterschaft teil, schied aber im Achtelfinale gegen den Tschechen Pavel Petřikov aus. Bei den Olympischen Spielen 2008 in Peking unterlag er im Achtelfinale gegen Ludwig Paischer, in der Hoffnungsrunde kämpfte sich Fallon auf den siebten Platz vor. 
Fallons letztes großes Turnier waren die Weltmeisterschaften 2011, er schied in seinem Auftaktkampf im Halbleichtgewicht aus. Fallon wurde von Fitzroy Davies trainiert. Nach seiner Karriere war Fallon selber als Trainer tätig. Im März 2019 wurde er zum walisischen Cheftrainer ernannt. Im Juli 2019 starb er am Fuß des Berges The Wrekin bei Wellington, Shropshire.